# Avril 1922

## Événements
- 2 avril : Targa Florio.
- 3 avril, URSS : Joseph Staline devient secrétaire général du Parti communiste de l'Union soviétique (PCUS).
- 5 avril : Charles Avery Dunning devient premier ministre de la Saskatchewan.
- 10 avril : ouverture de la conférence économique et financière de Gênes sur le système monétaire mondial.
- 16 avril :
  - traité de Rapallo entre l'Allemagne et la Russie soviétique, mettant fin au contentieux germano-russe et rompant l'isolement des deux puissances. Reprise des relations diplomatiques, clause de la nation la plus favorisée dans les rapports économiques et renonciation mutuelle aux dommages subis.
  - France : inauguration de l’Exposition coloniale de Marseille.
- 25 avril : premier vol du «ST 10», premier chasseur torpilleur tout métal de la marine américaine.
- 30 avril, France : pose de la première pierre de l'Église Notre-Dame du Raincy, monument emblématique de l'architecture moderne, construite par les frères Gustave et Auguste Perret.

## Naissances
- 2 avril : Dino Monduzzi, cardinal italien de la curie romaine († 13 octobre 2006).
- 4 avril : Armand Jammot, producteur de télévision français († 19 avril 1998).
- 8 avril : Jean Vilnet, évêque catholique français, évêque de Lille.
- 9 avril : Albert Weinberg, dessinateur belge de bande dessinée († 29 septembre 2011).
- 13 avril : Julius Nyerere, homme politique tanzanien, premier président de la Tanzanie († 14 octobre 1999).
- 14 avril : Joseph Poli, journaliste français († 11 janvier 2011).
- 15 avril : Michael Ansara, acteur américain († 31 juillet 2013).
- 16 avril : Boby Lapointe, chanteur français († 29 juin 1972).
- 21 avril : Valérie André, médecin, pilote, parachutiste, résistante et première femme général de l'armée française († 21 janvier 2025).
- 22 avril : Charlie Mingus, contrebassiste de jazz américain († 5 janvier 1979).
- 24 avril : Susanna Agnelli, femme politique et femme d'affaires italienne, ancien ministre en Italie († 15 mai 2009).
- 25 avril : Georges-Marie Cottier, cardinal suisse, théologien émérite de la maison pontificale.
- 26 avril :
  - Pol Bury, peintre et sculpteur belge († 28 septembre 2005).
  - Jeanne Mathilde Sauvé, femme politique, gouverneur général du Canada († 26 janvier 1993).
- 28 avril :
  - Pino Cerami, coureur cycliste belge.
  - Michel de Séréville, peintre français († 23 février 2006).
- 29 avril : Toots Thielemans, harmoniciste de jazz belge.

## Décès
- 1er avril :
  - Charles Ier d'Autriche, dernier empereur et roi d'Autriche-Hongrie.
  - Henri-Paul Motte, peintre français (°12 décembre 1846).
- 5 avril, Charles Woeste, homme politique belge (° 26 février 1837).
- 28 avril : Paul Deschanel, ancien Président de la République française.